# Георг Вильгельм (курфюрст Бранденбурга)
Георг Вильгельм Бранденбургский (нем. Georg Wilhelm von Brandenburg; 13 ноября 1595, Кёльн, ныне Берлин — 1 декабря 1640, Кёнигсберг) — курфюрст бранденбургский и герцог Пруссии с 1619 года из династии Гогенцоллернов, сын курфюрста Иоганна Сигизмунда. Отец «великого курфюрста» Фридриха Вильгельма Бранденбургского.

## Биография
В 1619 году Георг Вильгельм принял бразды правления в курфюршестве Бранденбург и герцогстве Пруссия от умирающего отца Иоганна Сигизмунда. К этому времени он уже накопил определённый опыт в государственном управлении: после учёбы во Франкфурте-на-Одере отец отправил его на пять лет штатгальтером в герцогство Клевское. Главная цель Георга Вильгельма состояла в обеспечении границ своих владений после территориальных приобретений отца (см. Ксантенский мир).
Когда 25 ноября 1620 года король Швеции Густав Адольф женился на его сестре Марии Элеоноре, возник дипломатический конфликт, поскольку на руку принцессы претендовал сын короля Польши Сигизмунда III Вазы и правителя герцогства Пруссия Владислав IV Ваза.
В 1620 году в результате несчастного случая Георг Вильгельм повредил голень, рана не заживала и повлекла поражение второй ноги. Это привело к тому, что Георг Вильгельм часто передвигался на носилках.
Во время Тридцатилетней войны Бранденбург вследствие нерешительной политики Георга Вильгельма оказался разграблен как дружественными, так и вражескими войсками. В 1633 году Георг Вильгельм капитулировал перед Валленштейном, тем не менее шведы остались в стране. Бранденбург лишился большей части своего населения вследствие эпидемий и голода. Последствия Тридцатилетней войны ощущались в Бранденбурге ещё в течение ста лет.
По своим человеческим качествам Георг Вильгельм отличался слабохарактерностью и нерешительностью, нередко предавался разгульным развлечениям и охоте, что не могло не сказаться на состоянии дел в государстве. Его внешняя политика так же была неудачной. В то же время Георг Вильгельм отказал в помощи своему зятю, шведскому королю Густаву II Адольфу, боясь его завоевательных планов относительно Померании. Принуждённый заключить с Швецией союз в 1631 году, он неохотно вёл войну и уже в 1635 году заключил с императором союз, вследствие чего шведы опустошили его земли.
В августе 1638 года Георг Вильгельм вместе со всем своим двором перебрался в Кёнигсберг в не подвергшейся разрушениям Пруссии. С октября 1640 года курфюрст Георг Вильгельм постоянно находился в постели. Помимо своей хронической болезни ног он также страдал водянкой.
Георг Вильгельм умер после продолжительной болезни в возрасте 45 лет 1 декабря 1640 года. Причиной смерти была указана водянка и удар. Георг Вильгельм Бранденбургский является единственным представителем Гогенцоллернов, похороненным в Кёнигсберге, в местном кафедральном соборе. Могила была разрушена во время Второй мировой войны.
Его наследник Фридрих Вильгельм первые годы своего правления посвятил тому, чтобы разобраться с тяжёлым наследием правления отца, с чем, впрочем, он справился успешно.

## Потомки
24 июля 1616 года в Гейдельберге Георг Вильгельм женился на Елизавете Шарлотте Пфальцской, дочери курфюрста Фридриха IV Пфальцского. У супругов родились:
- Луиза Шарлотта (1617—1676), замужем за герцогом Курляндским Якобом Кеттлером (1610—1681)
- Фридрих Вильгельм (1620—1688), Великий курфюрст, женат на принцессе Луизе Генриетте Нассау-Оранской (1627—1667), затем на принцессе Доротее Софии Шлезвиг-Гольштейн-Зондербург-Глюксбургской (1636—1689)
- Гедвига София (1623—1683), замужем за ландграфом Гессен-Кассельским Вильгельмом VI (1629—1663)
- Иоганн Сигизмунд (1624)